# بوز ألين هاميلتون
شركة بوز ألين هاميلتون القابضة (بشكل غير رسمي بوز ألين )  هي الشركة الأم لشركة بوز ألين هاميلتون. ، وهي شركة استشارية أمريكية في مجال الإدارة وتكنولوجيا المعلومات  ومقرها في ماكلين ، فيرجينيا ،  في واشنطن العاصمة ، مع 80 مكتبًا آخر حول العالم. يتمثل العمل الأساسي المعلن للشركة في تقديم الاستشارات والتحليلات والخدمات الهندسية لمنظمات القطاعين العام والخاص والمنظمات غير الربحية.  

## روابط خارجية
الموقع الرسمي